# Sorsogonsluiptimalia
De sorsogonsluiptimalia (Robsonius sorsogonensis synoniem: Napothera rabori sorsogonensis) is een vogel van de familie Locustellidae die alleen voorkomt op het eiland Luzon in de Filipijnen. De vogel werd in 1967 geldig beschreven.

## Kenmerken
De sorsogonsluiptimalia lijkt op Rands sluiptimalia en werd vroeger als een ondersoort daarvan beschouwd. De vogel is 20–22 cm lang en weegt 57–65 g. De koptekening verschilt: het voorhoofd is grijs tot olijfgroen, op de kruin meer olijfkleurig met donkere "schubben". Ook de rug van de vogel is olijfkleurig met donkere, smalle schubvormige tekening. Meer naar achter toe wordt de kleur egaal bruin en op de stuit bleker van kleur.

## Verspreiding en leefgebied
De sorsogonsluiptimalia is aangetroffen in het zuiden van het eiland Luzon. De vogel is waargenomen in altijd groenblijvend regenbos en secundair bos, in de nabijheid van kallrotsformaties, met mos begroeide rotsen en in bamboebos. Meestal in laagland of tot hoogstens 1000 meter boven zeeniveau.

## Status
De sorsogonsluiptimalia is schijnbaar zeer zeldzaam, maar dat komt mogelijk door de onopvallende leefwijze. De soort heeft echter een beperkt verspreidingsgebied dat door houtkap wordt verkleind. De grootte van de populatie is niet bekend. Om deze redenen staat deze soort sinds 2015 als gevoelig op de Rode Lijst van de IUCN.